# Nowa Dęba
Nowa Dęba (udtale: [ˈnɔva ˈdɛmba])   er en by i den nordvestlige  del af  Voivodskabet Nedrekarpater i det sydøstlige Polen.  Rzeszów  har 10.647(2021) indbyggere og et areal på 16,31 km².  Den er en del af   powiatet (amt) Tarnobrzeg.
Nowa Dęba hører til det historiske område Lillepolen, og er beliggende i Sandomierzskoven, ved europavej E371. I nærheden af byen ligger Tarnobrzeg Special Economic Zone (TSSE), samt et stort militært træningsområde for den polske hær. Nowa Dęba har en sportsklub Stal, etableret i 1953.
Ligesom Stalowa Wola er Nowa Dęba en by, der skylder sin eksistens til det Centrale industridistrikt. I slutningen af 1930'erne besluttede regeringen i Anden polske republik at bygge ammunitionsfabrikken nr. 3 i skovlandsbyen Dęba. 
Under Anden Verdenskrig blev fabrikken og træningsområdet i Dęba brugt af tyskerne. I 1944 blev bosættelsen erobret af den Røde Hær, og i Folkerepublikken Polen, Ammunitionsfabrikken Nr. 3 blev omdøbt til Metal Plant Dezamet. Ud over militære produkter fremstillede fabrikken også motorer og strygejern. Dęba fik byrettigheder den 31. december 1961, og samme dag blev dens navn ændret til Nowa Dęba, eller Ny Dęba.